# Cruz de Quiote
Cruz de Quiote är en ort i Mexiko.   Den ligger i kommunen Zacualpan och delstaten Mexiko, i den södra delen av landet, 120 km sydväst om huvudstaden Mexico City. Cruz de Quiote ligger 2 202 meter över havet och antalet invånare är 123.
Terrängen runt Cruz de Quiote är huvudsakligen kuperad, men norrut är den bergig. Runt Cruz de Quiote är det ganska tätbefolkat, med 58 invånare per kvadratkilometer. Närmaste större samhälle är Zacualpan, 11,1 km nordost om Cruz de Quiote. I omgivningarna runt Cruz de Quiote växer huvudsakligen savannskog.